# Black Beatles
«Black Beatles» —en español: «Beatles negros»— es una canción del dúo de hip hop estadounidense Rae Sremmurd. Fue lanzado el 13 de septiembre de 2016 por EarDrummers e Interscope Records como el tercer sencillo de su segundo álbum de estudio SremmLife 2. La canción cuenta con voces invitadas del rapero estadounidense Gucci Mane y es producido por Mike Will Made It.
Tras la exposición viral, debido en gran parte a su papel en la tendencia Mannequin Challenge, se convirtió en el primer número uno de Rae Sremmurd y Gucci Mane en el Billboard Hot 100 de Estados Unidos y su primera aparición en los diez primeros en países como Australia, Nueva Zelanda y el Reino Unido.

## Video musical
El 22 de septiembre de 2016, el video musical de «Black Beatles» fue lanzado en la cuenta de Rae Sremmurd Vevo en YouTube. Fue dirigido por Motion Family.

## Uso en los medios
El 26 de octubre de 2016, El Mannequin Challenge fue viral. La tendencia consiste en disparar imágenes de una multitud congelada en su lugar, a menudo utilizando «Black Beatles» como música de fondo.
El 30 de noviembre de 2016, Nicki Minaj y Mike Will Made It lanzó un remix de la canción junto titulado «Black Barbies». Utiliza el instrumental de la canción, y letras similares. Esta versión alcanzó una posición de 65 en los Estados Unidos y 78 en Canadá.[cita requerida]
Esta canción también es escuchada en el programa de televisión Empire (temporada 3, octavo episodio).

## Posicionamiento en listas

### Listas semanales
| Listas (2016–17)                          | Mejor posición |
| ----------------------------------------- | -------------- |
| Australia (ARIA)                          | 3              |
| Australia Urban (ARIA)                    | 1              |
| Austria (Ö3 Austria Top 40)               | 13             |
| Bélgica (Flandes) (Ultratop 50)           | 9              |
| Bélgica (Valonia) (Ultratop 50)           | 22             |
| Canadá (Canadian Hot 100)                 | 3              |
| Colombia (National-Report)                | 94             |
| República Checa (Singles Digitál Top 100) | 7              |
| Dinamarca (Tracklisten)                   | 2              |
| Finlandia (OFC)                           | 2              |
| Francia (SNEP)                            | 2              |
| Alemania (Media Control AG)               | 8              |
| Hungría (Single Top 40)                   | 15             |
| Irlanda (IRMA)                            | 3              |
| Israel (Media Forest)                     | 8              |
| Italia (FIMI)                             | 16             |
| Líbano (Lebanese Top 20)                  | 8              |
| Países Bajos (Dutch Top 40)               | 13             |
| Países Bajos (Mega Single Top 100)        | 6              |
| Nueva Zelanda (Recorded Music NZ)         | 1              |
| Noruega (VG-lista)                        | 2              |
| Portugal (AFP)                            | 3              |
| Escocia (Scottish Singles Sales Chart)    | 4              |
| Eslovaquia (Singles Digitál Top 100)      | 7              |
| España (Top 100 Canciones)                | 3              |
| Suecia (Sverigetopplistan)                | 3              |
| Suiza (Schweizer Hitparade)               | 4              |
| Reino Unido (UK Singles Chart)            | 2              |
| Reino Unido (UK R&B Chart)                | 1              |
| Estados Unidos (Billboard Hot 100)        | 1              |
| Estados Unidos (Hot R&B/Hip-Hop Songs)    | 1              |
| Estados Unidos (Hot Dance Club Songs)     | 39             |
| Estados Unidos (Mainstream Top 40)        | 13             |
| Estados Unidos (Rhythmic)                 | 1              |

### Posición fin de año
| Listas (2016)                        | Posición |
| ------------------------------------ | -------- |
| Australia (ARIA)                     | 92       |
| Australia Urban (ARIA)               | 9        |
| UK Singles (Official Charts Company) | 95       |
| US Hot R&B/Hip-Hop Songs (Billboard) | 37       |